# Demokratischer Frauenbund Deutschlands

Logo

La Demokratischer Frauenbund Deutschlands (anche conosciuta in italiano come Lega Democratica delle Donne di Germania e con l'acronimo DFD) fu un'organizzazione femminile di massa della Germania Est.

## Storia
Fu fondata nel 1947 a Berlino come organizzazione democratica e non legata ad alcun partito o ideologia, ma presto finì sotto il diretto controllo del Partito Socialista Unificato di Germania ed entrò a far parte del Fronte Nazionale, con cui elesse alcuni membri alla Volkskammer. Al tempo della caduta del muro, contava circa un milione e mezzo di membri. Con l'unificazione l'organizzazione si convertì in una associazione no profit, Demokratischer Frauenbund e. V.